# Estado Helénico (1941-1944)
Estado Helénico fue el nombre del territorio griego bajo ocupación del Eje desde abril de 1941 a octubre de 1944. Contó con un Gobierno títere formado por colaboracionistas y subordinado a las autoridades de ocupación. Aunque no fue reconocido por los Aliados, que consideraban que el Gobierno genuino griego era el encabezado por Emmanuel Tsouderos y el rey Jorge II en el exilio, en la práctica fue el que controló Grecia entre 1941 y 1944, aunque bajo supervisión alemana. En la parte norte del país también funcionó durante la ocupación el llamado Principado del Pindo.
Los sucesivos gabinetes griegos subordinados a las autoridades ocupantes estuvieron formados principalmente por militares, convencidos de la victoria final de Alemania en la guerra mundial. Al principio, el Gobierno colaboracionista de Atenas tuvo poca autoridad en el territorio, ya que éste había quedado dividido y ocupado por Alemania, Italia y Bulgaria, aunque a partir de 1942, después del cambio de bando de Italia, pasó a administrar cuatro quintas partes del territorio. El objetivo principal de todos los gabinetes fue el mantenimiento del orden interno en el país a través de la colaboración con la Alemania nazi.

## Antecedentes
Grecia entró en la Segunda Guerra Mundial después del ataque italiano del 28 de octubre de 1940 que dio comienzo a la guerra greco-italiana. El general Ioannis Metaxás, que había establecido en 1936 un régimen de carácter fascista («Régimen del 4 de Agosto»), a pesar de la afinidad de sus ideologías, decidió enfrentarse a Mussolini. Metaxás, que durante años había mejorado las defensas del país, dirigió en su doble papel de primer ministro y como ministro de la Guerra el ejército griego, llevándolo hasta la victoria ante el ejército italiano. La derrota obligó a Mussolini a pedir ayuda a Hitler, que acudió, aunque a regañadientes, en ayuda de su socio italiano lanzando la operación Marita contra Grecia en abril de 1941.
La guerra entre alemanes y griegos se saldó con la derrota de estos últimos y el 27 de abril, los alemanes izaban la bandera de la esvástica en lo alto de la Acrópolis de Atenas, señalando el comienzo de la ocupación de Grecia por las fuerzas del Eje.
Hitler, más interesado en explotar el país para extraer sus materias primas, alimentos y mano de obra que en implantar un gobierno aliado, decidió mantener en el territorio una administración débil. Hitler consideró que, ante la falta de un plan a largo plazo para el país, la implantación de una administración títere sería la manera menos costosa de administrarlo, mientras sus tropas en su mayoría se evacuaban para participar en la próxima invasión de la URSS. El 24 de abril de 1941 se anunció la formación de un nuevo gobierno favorable al Eje encabezado por el general Geórgios Çolakoğlu.

## Situación territorial

Zonas de ocupación en Grecia durante la Segunda Guerra Mundial.

El Gobierno italiano albergaba ambiciones territoriales sobre Grecia pero, en la segunda rendición griega —no respaldada por el Gobierno de Atenas— del 23 de abril de 1941, los alemanes se mostraron contrarios a aceptar cambios fronterizos durante la guerra.
Tracia fue concedida a Bulgaria, que pronto puso en marcha una brutal ocupación, deportando a parte de la población y comenzando a asentar a población búlgara en la zona.
El resto del país quedó repartido en una serie de zonas alternas entregadas a la ocupación alemana e italiana, donde los primeros se quedaron con las principales zonas estratégicas mientras que el grueso del territorio quedaba en manos de los segundos.

## Gabinetes
Durante la ocupación del Eje, se sucedieron en el puesto de primer ministro del Gobierno colaboracionista de Atenas tres presidentes: el general Geórgios Çolakoğlu (7 de junio de 1941-2 de diciembre de 1942), Konstantinos Logothetopoulos (2 de diciembre de 1942-7 de abril de 1943) y Ioannis Rallis (7 de abril de 1943-12 de octubre de 1944). A la vez existía un Gobierno en el exilio reconocido por los Aliados. El rey se convirtió temporalmente en símbolo de la resistencia desde el exilio.

## Oposición
Ante la evacuación del rey Jorge II de Grecia y de su Gobierno dictatorial, se produjo un vacío de poder que en las ciudades fue ocupado por las autoridades de ocupación del Eje y la Administración colaboracionista y en gran parte de las zonas rurales por un nuevo movimiento de resistencia controlado fundamentalmente por el Partido Comunista Griego (KKE). El rey y los políticos exiliados, con escasos contactos con el país, sin experiencia en las actividades clandestinas y centrados en los tradicionales problemas políticos sobre la forma del Estado (república frente a monarquía), fueron incapaces de dirigir un movimiento de resistencia nacional. Esta situación favoreció el rápido crecimiento de EAM, la organización de frente popular creada y controlada por el KKE que movilizó a la población en la resistencia.
Los británicos que, con permiso estadounidense, llevaban el peso de las operaciones contra los ocupantes en Grecia, mantenían objetivos políticos y militares contradictorios: mientras que militarmente deseaban el reforzamiento de la resistencia griega, esencialmente republicana y comunista, sus intereses estratégicos les llevaban a respaldar al Gobierno monárquico en el exilio para tratar de controlar el país en la posguerra y evitar que cayese en manos de un Gobierno comunista supuestamente prosoviético.

## Situación política
La mayoría de los dirigentes políticos y militares de entreguerras permanecieron en el país, concentrados en la capital. La actitud de muchos de ellos hacia la ocupación fue de pasividad; esperaban sencillamente la victoria final de los Aliados en la guerra. Algunas figuras, como el coronel Evert, jefe de la policía de la capital, o el arzobispo Damaskinos, permanecieron en sus puestos oficiales a la vez que entregaban información secretamente a los británicos.
Cerca de dos tercios del país y la mitad de la población se hallaban en zonas sin control del Gobierno de Atenas. En estas zonas crecieron los movimientos de resistencia, siendo el principal el organizado por los comunistas, EAM.

## El gobierno de Çolakoğlu

### Formación del gobierno y ocupación italiana
El Gobierno de Çolakoğlu, de militar con nula experiencia administrativa y escasa visión política, contenía seis generales y diversos ministros civiles, la mayoría desconocidos. El nuevo gabinete tuvo gran dificultad en lograr la cooperación de figuras civiles destacadas, empezando por el propio arzobispo de Atenas, que se negó a tomar juramento al Gobierno. Los rumores de la próxima retirada alemana y la entrega del país a la ocupación italiana complicó aún más la labor de reclutamiento de Çolakoğlu, dada la atmósfera de desprecio hacia los italianos entre la población. Çolakoğlu trató desesperadamente de evitar la evacuación alemana y el traspaso de las tareas de ocupación a los italianos, que supondría un gran desprestigio para su nuevo Gobierno. Hitler, empeñado, sin embargo, en comenzar la campaña contra la Unión Soviética anunció el 13 de mayo de 1941 la inminente evacuación alemana y la entrega del mismo al protectorado italiano. Çolakoğlu hubo de ceder y aceptar el control italiano de la mayoría del país, sin lograr a pesar de ello el reconocimiento oficial del Eje a su gabinete. El Gobierno ateniense, con escaso prestigio entre la población, se mostró pronto desgarrado por rencillas internas que no favorecieron su imagen.
A partir de junio, las tropas italianas comenzaron a reemplazar a las alemanas en gran parte del territorio. Pronto la entrega de Tracia a Bulgaria y la dura ocupación —que incluyó la marcha de más de cien mil desplazados y la llegada de colonos búlgaros a la zona— supuso otro duro golpe al prestigio gubernamental.

### La gran hambruna y la situación económica
Ya en la primavera de 1941, el país sufría de escasez de alimentos. La Administración griega, tradicionalmente ineficaz, se vio desbordada por las exigencias de los ocupantes que en pocos meses crearon una grave crisis financiera y monetaria. La enorme inflación, la escasez de alimentos, el mercado negro y la creciente hambruna llevaron al hundimiento de la economía nacional.
El primer invierno de la ocupación, el país sufrió una gran hambruna en la que murieron decenas de miles de griegos, especialmente en las zonas montañosas, tradicionalmente importadoras de alimentos. La dura explotación económica alemana, que incluyó la requisición de las existencias de alimentos, y el bloqueo marítimo de los Aliados, que impidió la importación —Grecia importaba el 45 % de los cereales que consumía— de cereales, junto con la delicada situación económica por los meses de guerra con Italia, causaron la crisis. El Gobierno de Çolakoğlu fue incapaz de hacer frente a la situación. El Gobierno, implicado en la corrupción del extendido mercado negro, trató oficialmente de llevar a juicio a algunos estraperlistas desde la primavera de 1941, sin mucho éxito.
Para mitigar el desastre —Mussolini, tras una visita a Atenas, comunicó a Hitler que la cifra de muertos era de veinticuatro mil—, los beligerantes y los neutrales llegaron a un acuerdo, que permitió la distribución de cereales estadounidenses y canadienses por parte del personal sueco y suizo de la Cruz Roja Internacional.
Al hambre del invierno de 1941 siguió en el verano de 1942 una fuerte inflación, a pesar de una recuperación económica parcial. La necesidad de pagar los enormes gastos de ocupación exigidos por el Ejército alemán y la incapacidad del Gobierno de hacerlo mediante la recaudación de impuestos llevó a la impresión masiva de dinero, que condujo a una gran inflación. Mussolini, tras su única visita a Grecia en julio de 1942, trató de aliviar la situación reduciendo las exigencias económicas de los militares, pero Hitler se negó.
Hasta finales de 1944 se sufrió una inflación astronómica, que llevó al dracma a perder su valor, volviendo la economía a basarse en un sistema de intercambios, con pagos en oro para las grandes transacciones. La agudización de la inflación en 1942 acabó con el Gobierno de Çolakoğlu.
Reacio a nombrar un gabinete fuerte, el Gobierno de Berlín prefirió tratar de solucionar el problema del reemplazo del general nombrando a un plenipotenciario alemán. El 16 de octubre de 1942 y a pesar de los recelos italianos, fue nombrado Hermann Neubacher, que se mostró pronto como partidario de una política de moderación y de refuerzo del poder del Gobierno de Atenas.

## Estabilización de Neubacher y gobierno de Logothetopoulos

### Mejora temporal
En parte gracias a las actividades de Neubacher, que logró la promesa de enviar alimentos a Grecia, en parte por el comienzo de las importaciones de la Cruz Roja, que mejoró casi de forma inmediata la situación alimentaria, y del afloramiento de parte de las existencias de los especuladores por la aparente próxima llegada de los Aliados, la situación económica y alimentaria mejoró temporalmente.
Tras esta mejora Neubacher se mostró en condiciones de tratar de resolver la crisis política, que llevó al relevo de Çolakoğlu en diciembre. Le sucedió su vicepresidente, Logothetopoulos, que debía haberlo hecho únicamente de manera temporal. La disposición de algunas figuras políticas, que parecían prestas a relevar a Logothetopoulos en octubre, desapareció con las victorias Aliadas en África en el invierno. La posibilidad de un desembarco Aliado dificultó además las negociaciones de Neubacher con los militares, que se negaron a reducir sus exigencias financieras ante la probable conversión del país en zona de combate. A pesar de la creciente hostilidad de la población hacia el Eje, en la conferencia de Berlín del 5 de febrero de 1943 sobre la situación en Grecia los mandos militares se negaron a reducir sus demandas financieras y el respiro logrado por Neubacher se mostró efímero: en agosto el valor del dracma había vuelto a caer a su nivel anterior. La cantidad de dinero en circulación creció vertiginosamente: cuatrocientos dos millones de dracmas en febrero de 1942, cuatro mil en enero de 1943, sesenta y ocho mil doscientos a mediados de 1944.

### Trabajadores en Alemania
Por otra parte, los repetidos intentos de Berlín para atraer trabajadores griegos a Alemania fue un fracaso: de los cinco millones cuatrocientos mil trabajadores extranjeros en el Reich a finales de 1943, apenas once mil eran griegos, y su valoración era muy negativa. A pesar de la durísimas situación en Grecia, los griegos no se sintieron atraídos por el trabajo en Alemania.

## El Gobierno de Rallis
En abril de 1943, tras lograr el apoyo tácito de los dirigentes de los antiguos partidos para formar un nuevo gabinete opuesto a EAM, el veterano político Ioannis Rallis, miembro de una destacada familia de monárquicos y varias veces ministro, aceptó formar Gobierno. Los alemanes habían aceptado finalmente formar unidades armadas de voluntarios para combatir a las guerrillas de los partisanos griegos. Pocos días después, se aprobaba la ley que permitió la lenta formación de los Batallones de Seguridad.

## Contrainsurgencia
La aguda crisis económica y la actividad política, especialmente de los comunistas, llevaron al crecimiento de la insurgencia, que el Eje combatió con sucesivas operaciones, principalmente ejecuciones de represalia y toma de rehenes. A la resistencia los ocupantes respondieron con la violencia en las provincias y el terror en los centros urbanos.

## Los batallones de seguridad
Ante las actividades de la resistencia griega, en ocasiones brutales, y sus enfrentamientos mutuos desde el otoño de 1943, el Gobierno colaboracionista, con el visto bueno de los alemanes, organizó los Batallones de Seguridad, que contaron con el respaldo de algunos destacados militares como Stilianos Gonatas o Theodoros Pangalos. Estas unidades debían asegurar el orden y el control del Gobierno en algunas zonas amenazadas por los partisanos.